# Чемаші
Чемаші́ (рос. Чемаши) — присілок у складі Октябрського району Ханти-Мансійського автономного округу Тюменської області, Росія. Входить до складу Перегрьобинського сільського поселення.
Населення — 417 осіб (2010, 504 у 2002).
Національний склад станом на 2002 рік: росіяни — 70 %.